# مونيمة
مُوْنِيْمَة (الاسم العلمي: Monima)، جنس حشرات عثية من فصيلة الليليات.